# Jan Ingenhousz
Jan Ingenhousz o Ingen-Housz FRS (Breda, 8 de desembre de 1730 − Calne, Wiltshire, 7 de setembre de 1799), va ser un científic neerlandès en els camps de la fisiologia, biologia i química. És ben conegut per la seva demostració sobre que la llum és essencial en la fotosíntesi. També descobrí que les plantes, com els animals, tenen respiració cel·lular. En la seva època va ser molt conegut per inocular, amb èxit els membres de la família Habsburg de Viena contra la verola el 1768 per això va esdevenir conseller de l'Emperadriu Maria Teresa d'Àustria.
El 1779, Ingenhousz descobrí que, en presència de llum, les plantes originen bombolles des de les seves parts verdes mentre que, a l'ombra, les bombolles acaben aturant-se. Identificà el gas com oxigen. També descobrí que, en la foscor, les plantes originen diòxid de carboni. Es va adonar també que la quantitat d'oxigen proporcionada en la llum és més gran que la quantitat de diòxid de carboni proporcionada en la foscor.Això demostrava que una part de la massa de les plantes provenia de l'aire i no només del sòl.
A més dels seus treballs als Països Baixos i Viena, Ingenhousz passà temps a França, Anglaterra, Escòcia i Suïssa, entre altres llocs. Va fer recerca en el camp de l'electricitat, la conducció de la calor i la química i va tenir correspondència amb Benjamin Franklin i Henry Cavendish. El 1785, va descriure le moviment irregular de la pols del carbó sobre una superfície d'alcohol i així va descobrir el que després es va anomenar moviment Brownià. Morí a Calne, Anglaterra.